# New Jersey Storm
New Jersey Storm – zawodowa drużyna lacrosse, która grała w National Lacrosse League w dywizji wschodniej. Miała swoją siedzibę w East Rutherford w Stanach Zjednoczonych. Rozgrywała ona swoje mecze na Continental Airlines Arena. Drużyna została założona w 2002 roku. Po dwóch sezonach przeprowadziła się do Anaheim i zmieniła nazwę na Anaheim Storm.

## Osiągnięcia
- Champion’s Cup:-
- Mistrzostwo dywizji:-

## Wyniki
W-P Wygrane-Przegrane, Dom-Mecze w domu W-P, Wyjazd-Mecze na wyjeździe W-P, GZ-Gole zdobyte, GS-Gole stracone
| Sezon | W-P  | Dom  | Wyjazd | GZ  | GS  |
| ----- | ---- | ---- | ------ | --- | --- |
| 2002  | 5-11 | 2-6  | 3-5    | 178 | 232 |
| 2003  | 3-13 | 2-6  | 1-7    | 187 | 220 |
| Razem | 8-24 | 4-12 | 4-12   | 365 | 452 |